# Liste des résolutions du Conseil de sécurité des Nations unies sur la Somalie
Cet article dresse une liste des résolutions du Conseil de sécurité des Nations unies concernant la Somalie.

## Somalie
En forme longue la république fédérale de Somalie,,,,, en somali Soomaaliya et Jamhuuriyadda Federaalka Soomaaliya, en arabe aṣ-Ṣūmāl, الصومال et Jumhūriyyat aṣ-Ṣūmāl al-Fideraaliya, جمهورية الصومال الفدرالية
- Résolution 141 : admission de la république de Somalie aux Nations unies (adoptée le 5 juillet 1960).
- Résolution 733 : Somalie (adoptée le 23 janvier 1992).
- Résolution 746 : Somalie (adoptée le 17 mars 1992).
- Résolution 751 : Somalie. la résolution 751 décide l'envoi de troupes en Somalie. (adoptée le 24 avril 1992).
- Résolution 765 : Somalie (adoptée le 16 juillet 1992).
- Résolution 767 : Somalie (adoptée le 27 juillet 1992).
- Résolution 775 : Somalie (adoptée le 28 août 1992).
- Résolution 794 : Somalie. Lancement de l'Opération Restore Hope en Somalie, réalisée par les États-Unis. (adoptée le 3 décembre 1992).
- Résolution 814 : Somalie (adoptée le 26 mars 1993).
- Résolution 865 : Somalie (adoptée le 22 septembre 1993).
- Résolution 878 : Somalie (adoptée le 29 octobre 1993).
- Résolution 885 : Somalie (adoptée le 16 novembre 1993).
- Résolution 886 : Somalie (adoptée le 18 novembre 1993).
- Résolution 897 : continuation de l'Opération des Nations unies en Somalie et le processus de réconciliation nationale le règlement en Somalie.
- Résolution 923 : situation en Somalie (ONUSOM II).
- Résolution 946 : situation en Somalie (prorogation ONUSOM II)
- Résolution 953 : situation en Somalie (prorogation ONUSOM II)
- Résolution 954 : situation en Somalie (prorogation ONUSOM II)
- Résolution 1356 : la situation en Somalie.
- Résolution 1407 : la situation en Somalie.
- Résolution 1425 : la situation en Somalie.
- Résolution 1474 : la situation en Somalie.
- Résolution 1519 : la situation en Somalie.
- Résolution 1558 : la situation en Somalie.
- Résolution 1587 : la situation en Somalie.
- Résolution 1630 : la situation en Somalie.
- Résolution 1676 : la situation en Somalie.
- Résolution 1724 : la situation en Somalie.
- Résolution 1725 : qui autorise le déploiement d'une « mission de protection et de formation en Somalie » (adoptée le 6 décembre 2006).
- Résolution 1744 : la situation en Somalie.
- Résolution 1766 : la situation en Somalie.
- Résolution 1772 : la situation en Somalie.
- Résolution 1801 : la situation en Somalie.
- Résolution 1811 : la situation en Somalie.
- Résolution 1814 : la situation en Somalie.
- Résolution 1816 : la situation en Somalie.
- Résolution 1831 : la situation en Somalie.
- Résolution 1838 : la situation en Somalie.
- Résolution 1844 : la situation en Somalie.
- Résolution 1846 : la situation en Somalie.
- Résolution 1851 : la situation en Somalie.
- Résolution 1853 : la situation en Somalie.
- Résolution 1863 : la situation en Somalie.
- Résolution 1872 : la situation en Somalie.
- Résolution 1897 : la situation en Somalie.
- Résolution 1910 : la situation en Somalie.
- Résolution 1916 : la situation en Somalie.
- Résolution 1950 : la situation en Somalie (adoptée le 23 novembre 2010).
- Résolution 1964 : la situation en Somalie (adoptée le 22 décembre 2010).
- Résolution 1972 : la situation en Somalie (adoptée le 17 mars 2011).
- Résolution 1976 : la situation en Somalie (adoptée le 11 avril 2011).
- Résolution 2002 : la situation en Somalie (adoptée le 29 juillet 2011).
- Résolution 2010 : la situation en Somalie (adoptée le 30 septembre 2011).
- Résolution 2015 : la situation en Somalie (adoptée le 24 octobre 2011).
- Résolution 2020 : la situation en Somalie (adoptée le 2 décembre 2011).
- Résolution 2023 : paix et sécurité en Afrique (adoptée le 5 décembre 2011).
- Résolution 2036 : la situation en Somalie (adoptée le 22 février 2012).
- Résolution 2060 : la situation en Somalie (adoptée le 25 juillet 2012).
- Résolution 2067 : la situation en Somalie (adoptée le 18 septembre 2012 lors de la 6837e séance).
- Résolution 2072 : la situation en Somalie (adoptée le 31 octobre 2012 lors de la 6853e séance).
- Résolution 2073 : la situation en Somalie (adoptée le 7 novembre 2012 lors de la 6854e séance).
- Résolution 2077 : la situation en Somalie (adoptée le 21 novembre 2012 lors de la 6867e séance).
- Résolution 2093 : la situation en Somalie (adoptée le 6 mars 2013 lors de la 6929e séance).
- Résolution 2102 : la situation en Somalie (adoptée le 2 mai 2013 lors de la 6959e séance).
- Résolution 2111 : la situation en Somalie (adoptée le 24 juillet 2013 lors de la 7009e séance).
- Résolution 2124 : la situation en Somalie (adoptée le 12 novembre 2013 lors de la 7056e séance).
- Résolution 2125 : la situation en Somalie (adoptée le 18 novembre 2013 lors de la 7061e séance).
- Résolution 2142 : la situation en Somalie (adoptée le 5 mars 2014 lors de la 7127e séance).
- Résolution 2158 : la situation en Somalie (adoptée le 22 mai 2014 lors de la 7188e séance).
- Résolution 2182 : la situation en Somalie (adoptée le 24 octobre 2014 lors de la 7286e séance).
- Résolution 2184 : la situation en Somalie (adoptée le 12 novembre 2014 lors de la 7309e séance).
- Résolution 2221 : la situation en Somalie (adoptée le 26 mai 2015).
- Résolution 2232 : la situation en Somalie (adoptée le 28 juillet 2015).
- Résolution 2244 : la situation en Somalie (adoptée le 23 octobre 2015).
- Résolution 2245 : la situation en Somalie (adoptée le 9 novembre 2015).
- Résolution 2246 : la situation en Somalie (adoptée le 10 novembre 2015).
- Résolution 2275 : la situation en Somalie (adoptée le 24 mars 2016).
- Résolution 2289 : la situation en Somalie (adoptée le 27 mai 2016).
- Résolution 2297 : la situation en Somalie (adoptée le 7 juillet 2016).
- Résolution 2316 : la situation en Somalie (adoptée le 9 novembre 2016).
- Résolution 2317 : la situation en Somalie (adoptée le 10 novembre 2016).
- Résolution 2346 : la situation en Somalie (adoptée le 23 mars 2017)
- Résolution 2355 : la situation en Somalie (adoptée le 26 mai 2017)
- Résolution 2358 : la situation en Somalie (adoptée le 14 juin 2017)
- Résolution 2372 : la situation en Somalie (adoptée le 30 août 2017)
- Résolution 2383 : la situation en Somalie (adoptée le 7 novembre 2017)
- Résolution 2385 : la situation en Somalie (adoptée le 14 novembre 2017)
- Résolution 2408 : la situation en Somalie (adoptée le 27 mars 2018)
- Résolution 2415 : la situation en Somalie (adoptée le 15 mai 2018)
- Résolution 2431 : la situation en Somalie (adoptée le 30 juillet 2018)
- Résolution 2442 : la situation en Somalie (adoptée le 6 novembre 2018)
- Résolution 2444 : la situation en Somalie (adoptée le 14 novembre 2018)
- Résolution 2461 : la situation en Somalie (adoptée le 27 mars 2019)
- Résolution 2472 : la situation en Somalie (adoptée le 31 mai 2019)
- Résolution 2498 : la situation en Somalie (adoptée le 15 novembre 2019)
- Résolution 2500 : la situation en Somalie (adoptée le 4 décembre 2019)
- Résolution 2516 : la situation en Somalie (adoptée le 30 mars 2020)
- Résolution 2520 : la situation en Somalie (adoptée le 29 mai 2020)
- Résolution 2527 : la situation en Somalie (adoptée le 22 juin 2020)
- Résolution 2540 : la situation en Somalie (adoptée le 28 août 2020)
- Résolution 2551 : la situation en Somalie (adoptée le 12 novembre 2020)
- Résolution 2554 : la situation en Somalie. Lettre du président du Conseil sur le résultat du vote (S/2020/1170) et les détails du vote (S/2020/1173) (adoptée le 4 décembre 2020)
- Résolution 2563 : la situation en Somalie (adoptée le 25 février 2021)
- Résolution 2568 : la situation en Somalie (adoptée le 12 mars 2021)
- Résolution 2607 : la situation en Somalie (adoptée le 15 novembre 2021)
- Résolution 2608 : la situation en Somalie (adoptée le 3 décembre 2021)
- Résolution 2614 : la situation en Somalie (adoptée le 21 décembre 2021)
- Résolution 2628 : la situation en Somalie (adoptée le 31 mars 2022)
- Résolution 2632 : la situation en Somalie (MANUSOM) (adoptée le 26 mai 2022)
- Résolution 2657 : la situation en Somalie (MANUSOM) (adoptée le 31 octobre 2022)
- Résolution 2661 : la situation en Somalie (adoptée le 15 novembre 2022)
- Résolution 2662 : la situation en Somalie (adoptée le 17 novembre 2022)
- Résolution 2670 : la situation en Somalie (ATMIS) (adoptée le 21 décembre 2022)
- Résolution 2687 : La situation en Somalie (ATMIS) (adoptée le 27 juin 2023)
- Résolution 2696 : La situation en Somalie (adoptée le 7 septembre 2023)
- Résolution 2705 : La situation en Somalie (MANUSOM) (adoptée le 31 octobre 2023)
- Résolution 2700 : La situation en Somalie (adoptée le 15 novembre 2023)
- Résolution 2701 : La situation en Somalie (adoptée le 15 novembre 2023)
- Résolution 2703 : Paix et sécurité en Afrique (adoptée le 1er décembre 2023)
- Résolution 2704 : La situation en Somalie (adoptée le 1er décembre 2023)
- Résolution 2762 : Paix et sécurité en Afrique (adoptée le 13 décembre 2024)